# Pfarrkirche Eberau

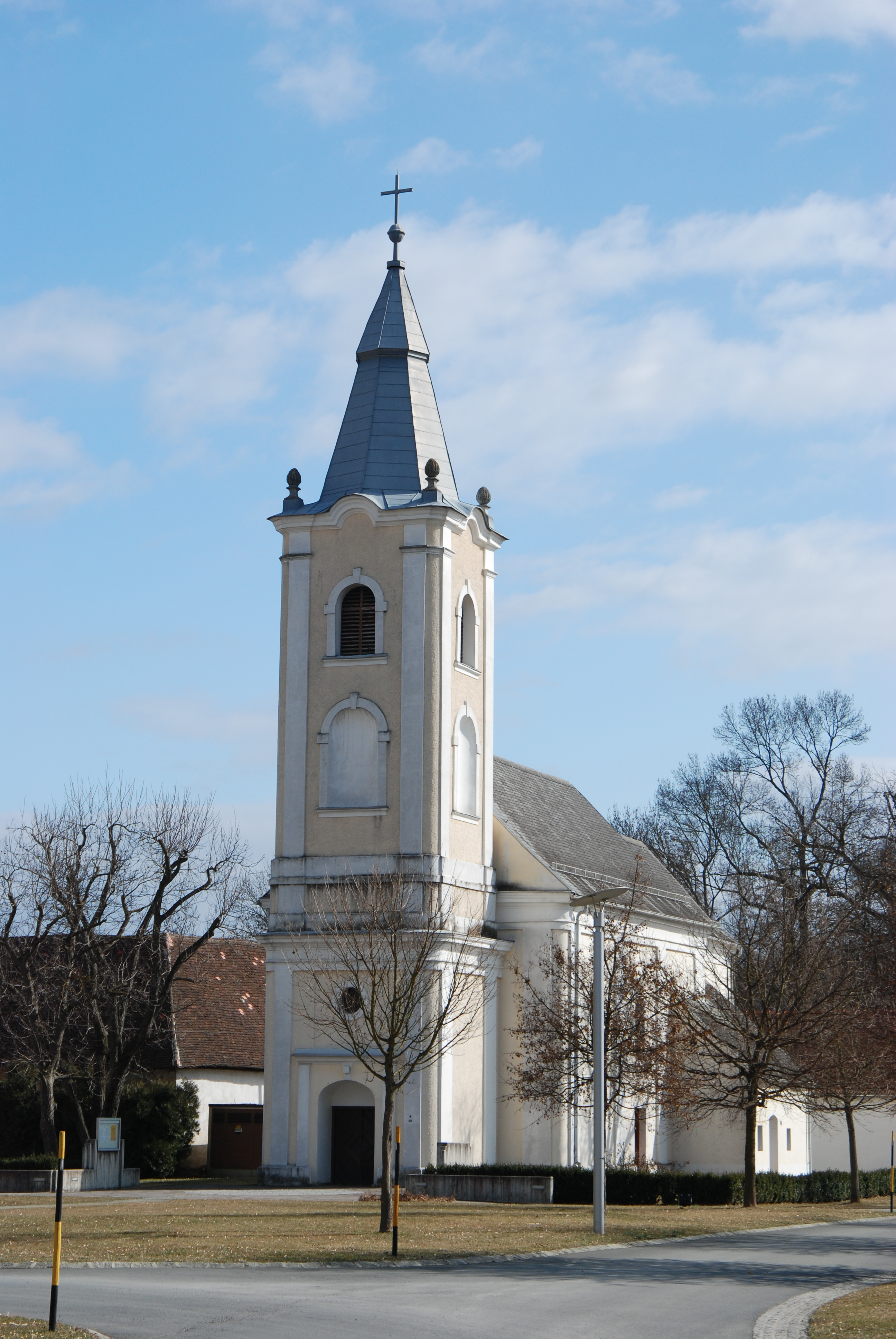
Pfarrkirche Eberau

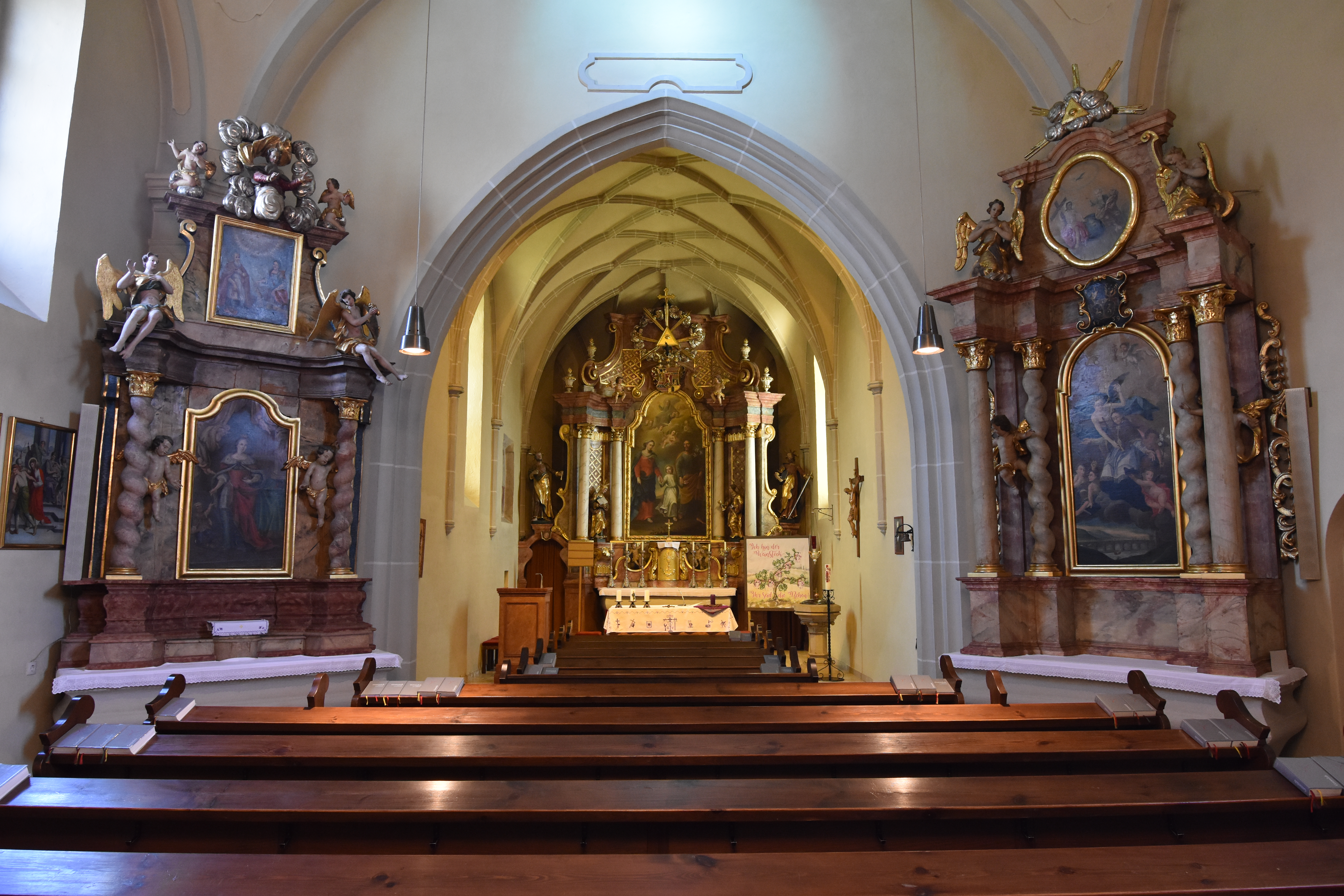
Der Altarraum

Die römisch-katholische Pfarrkirche Eberau steht am Südende des Angers des Ortes Eberau (ungarisch: Monyorókerék, kroatisch: Livio-Čjeka) in der gleichnamigen Gemeinde im Bezirk Güssing im Burgenland. Der Sakralbau ist dem heiligen Josef gewidmet und gehört zum Dekanat Güssing in der Diözese Eisenstadt. Das Gebäude steht unter Denkmalschutz.

## Geschichte
Die Pfarre Eberau wurde bereits vor 1489 gegründet, war zwischenzeitlich evangelisch und später eine dem Fest Mariä Himmelfahrt gewidmete, römisch-katholische Filialkirche. 1904 wurde die Pfarre wieder errichtet und dem heiligen Josef gewidmet. Eine Innenrestaurierung erfolgte in den Jahren 1973/74, außen wurde sie 1977 renoviert.

## Architektur
Die Kirche ist in Nord-Süd-Richtung ausgerichtet. Der gotische Chor im Süden stammt aus dem 15. Jahrhundert. Das Kirchenschiff mit dem der Haupt- und Nordfassade vorgestellten Turm wurde um 1745 errichtet. Die Fassade ist einheitlich durch flache Lisenen und profilierte Kranz- und Traufgesimse gegliedert. Der Turm ist dreigeschoßig und hat einen steinernen Pyramidenhelm. Die zwei Obergeschoße des Turms haben Eckpilaster.
Der eingezogene Chor ist dreijochig mit 5/8-Schluss und Sakramentsnische. Er ist niedriger als das Kirchenschiff und hat ein Netzrippengewölbe aus doppelt gekehlten Rippen. Diese lagern auf kurzen, achteckigen Diensten mit Kegelkonsolen. Am Ende des Chores befinden sich Wappenschlusssteine mit erneuerter Bemalung. Die Fenster im Chor sind schmale Maßwerkfenster. Der gotische Triumphbogen mit dreifach gekehltem Profil trennt den Chor vom Langhaus. Das Langhaus ist ein typischer Saalbau aus der zweiten Hälfte des 18. Jahrhunderts mit einem Platzlgewölbe zwischen Gurten, die auf vorspringenden Pilastern lagern. Die dreiachsige Empore ist mit Platzlgewölbe unterwölbt und hat eine geschweifte Brüstung.

## Ausstattung
Der barocke Hochaltar stammt aus dem zweiten Viertel des 18. Jahrhunderts. Er besteht aus einem Säulenaufbau mit geschweiftem Aufsatz. Das Hochaltarbild zeigt die Heilige Familie, gemalt von Joseph Kredisch im Jahr 1742. Seitlich befinden sich Figuren der Heiligen Petrus und Paulus sowie der heiligen Barbara und der heiligen Anna. Darüber ist das Wappen der Familie Erdödy.
Die Seitenaltäre sind wesentlich schlichter gestaltet. Das Altarbild des rechten Seitenaltares zeigt den heiligen Nepomuk. Es ist mit „IFSS“ bezeichnet und stammt aus dem Jahr 1739. Am linken Seitenaltar befindet sich ein Bild der heiligen Elisabeth aus dem Jahr 1738.
Weiters gibt es eine barocke Schnitzfigur einer Immaculata.
1967 wurde ein neues Orgelwerk in das barocke Gehäuse durch Orgelbau Walcker-Mayer mit 7 Registern eingebaut.